# زلوچودووو
زلوچودووو (به صربی: Zloćudovo) یک منطقهٔ مسکونی در صربستان است که در لسکواس واقع شده‌است. زلوچودووو ۲۷۱ نفر جمعیت دارد.